# Cratere Longina
Longina è un cratere sulla superficie di 4 Vesta.